# Thursday Island
Thursday Island (2 682 habitants) est un village sur l'île Thursday dans le comté de Torres au nord du Queensland en Australie à 2 182 km au nord de Brisbane.